# Heterocallia truncaria
Heterocallia truncaria är en fjärilsart som beskrevs av John Henry Leech 1897. Heterocallia truncaria ingår i släktet Heterocallia och familjen mätare. Inga underarter finns listade i Catalogue of Life.